# U-62 (1939)
U-62 – niemiecki okręt podwodny (U-Boot) typu II C z okresu II wojny światowej. Okręt wszedł do służby w 1939.

## Historia
U-62 wcielono do 5. a potem 1. Flotylli U-Bootów w ramach szkolenia. Od lutego 1940 okręt bojowy. Odbył pięć patroli bojowych. Podczas drugiego z nich w kwietniu 1940 brał udział w osłonie lądowania w Norwegii. Trzeci patrol miał na celu zwalczanie jednostek nieprzyjaciela na kanale La Manche. 29 maja 1940 storpedował niszczyciel HMS „Grafton” (1350 t). Okręt – uczestnik operacji Dynamo (ewakuacja wojsk alianckich spod Dunkierki), wyławiał rozbitków z niszczyciela HMS „Wakeful” zatopionego wcześniej przez kuter torpedowy S-30. Wystrzelona przez U-62 torpeda trafiła go w rufę. Zginęło czworo członków załogi; okręt został dobity ogniem artyleryjskim niszczyciela HMS „Ivanhoe”.
Podczas czwartego patrolu (czerwiec–lipiec 1940) U-62 został zaatakowany salwą trzech torped przez zanurzony brytyjski okręt podwodny HMS „Sealion”. Torpedy okazały się niecelne, również późniejszy ostrzał artyleryjski nie przyniósł efektu; po półgodzinnym starciu U-Boot zanurzył się i odpłynął. 19 lipca 1940 (piąty patrol) U-62 zatopił brytyjski frachtowiec „Pearlmoor” (4 581 BRT), marudera z konwoju SL-38. 
1 października 1940 U-62 został skierowany do 21. Flotylli jako jednostka szkolna. 
Samozatopiony przez załogę 2 maja 1945 w Wilhelmshaven (operacja Regenbogen). Wydobyty po wojnie i złomowany.